# Antoni Chomicki
Antoni Chomicki, ps. Roch (ur. 9 kwietnia 1909 we wsi Samułki Duże, zm. 13 maja 1993 w Murafie) – polski duchowny katolicki, ksiądz infułat, duszpasterz Wołynia, Podola i całej Ukrainy.

## Dzieciństwo i młodość
Antoni Chomicki urodził się 9 kwietnia 1909 roku we wsi Samułki Duże (obecnie województwo podlaskie). W 1930 otrzymał maturę Niższego Seminarium Duchownego we Włodzimierzu Wołyńskim. Następnie wstąpił do Wyższego Seminarium Duchownego w Łucku. W 1935 roku otrzymał święcenia kapłańskie z rąk biskupa Stefana Walczykiewicza.

## Pierwsze lata kapłaństwa
Zaraz po święceniach ksiądz Antoni objął stanowisko wikarego w Równem. W 1937 roku został, mimo licznych protestów równeńskiej ludności, decyzją biskupa Adolfa Szelążka mianowany proboszczem parafii w Klesowie. Od 1942 roku opiekował się także parafią tomaszgrodzką. Podczas ekspatriacji namawiał Polaków do nieopuszczania Wołynia. 16 lutego 1945 roku został aresztowany przez NKWD. 6 lutego 1946 skazany na 10 lat łagrów Workuty za krzewienie wiary. Uwolniony 27 kwietnia 1947 po procesie rewizyjnym, na podstawie zeznań sowieckich dowódców partyzanckich o wspieraniu ich oddziałów w czasie wojny przez ks. Chomickiego.
W latach 1947–1955 proboszcz parafii w Połonnem. Od 1955 do 1958 roku proboszcz w Szarogrodzie. Od 1958 do śmierci pełnił funkcję proboszcza w Murafie.

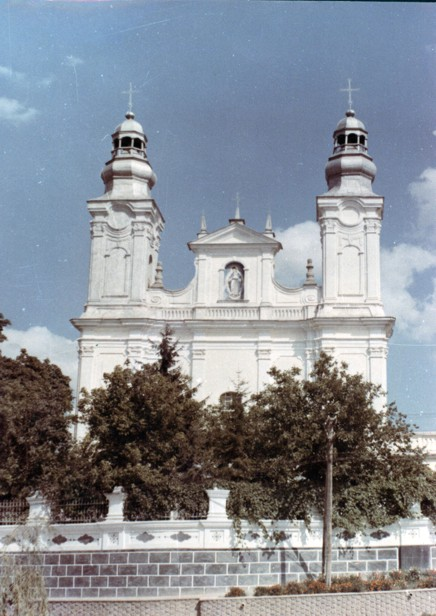
Kościół w Murafie, w którym posługiwał ks. Chomicki

## Działalność wojskowa
Ks. Antoni Chomicki ps. „Roch” w czasach okupacji radzieckiej zorganizował w Klesowie szpital polowy dla wojsk AK, w którym kurowali się żołnierze m.in. z pułku płk. Satanowskiego i oddziału kpt. Władysława Kochańskiego ps. „Bomba-Wujek”, którym ściśle współpracował. Sam był też dowódcą odcinka bojowego pod pseudonimem „przystań rybacka”. Za tę działalność otrzymał Krzyż Walecznych.

## Znaczenie posługi
Ks. Antoni nie przyjął proponowanej mu sakry biskupiej, ponieważ obawiał się przymusowego wydalenia z terenu USRR. Mimo braku tytułu biskupiego, był przez ukraińskich katolików traktowano jako patriarcha i wódz duchowy. Nazywany był „kardynałem Wyszyńskim Ukrainy”.
Po II wojnie światowej ks. Antoni był jedynym duszpasterzem katolickim na terenie ok. 140 tys. km², obsługiwał m.in. Kijów, Winnicę, Bar, Szarogród, Kamieniec Podolski i inne. W latach 1947–1955 ochrzcił na tym terenie 13 219 osób (średnio ponad 60 chrztów co niedziela), udzielił sakramentu małżeństwa 1579 parom, a sakramentu bierzmowania 1563 osobom.
Władze radzieckie i UPA zorganizowały na osobę ks. Chomickiego co najmniej 4 nieudane zamachy. Działalność podziemna księdza w latach 1947–1982 była dobrze zorganizowana i możliwa tylko dzięki pomocy ukraińskiej ludności. Dzięki temu pomimo niechęci władz ks. Antoni mógł szerzyć wiarę katolicką na terenie USRR. Utrzymywał też łączność z seminarium duchownym w Rydze, co umożliwiało stopniowe wyświęcanie w podziemiu nowych kapłanów. Ks. Chomicki ma ogromną zasługę w przetrwaniu Kościoła katolickiego na Ukrainie.

## Śmierć i pogrzeb
Ks. Chomicki zmarł 13 maja 1993 r. w Murafie po długiej chorobie. Na stanowisku proboszcza w Murafie zastąpił go ks. kan. Stanisław Szulak. W uroczystościach pogrzebowych uczestniczyło kilkudziesięciu duchownych z krajów Europy Wschodniej i ponad 16 000 wiernych.